# Петровское (Иглинский район)
Петровское (баш. Петровский) — деревня в Иглинском районе Республики Башкортостан Российской Федерации. Входит в состав Кальтовского сельсовета. 

## География

### Географическое положение
Находится на правом берегу реки Сим.
Расстояние до:
- районного центра (Иглино): 24 км,
- центра сельсовета (Кальтовка): 10 км,
- ближайшей ж/д станции (Иглино): 24 км.

## Население
| 2002 | 2009 | 2010 |
| ---- | ---- | ---- |
| 24   | ↘14  | ↗15  |

Национальный состав
Согласно переписи 2002 года, преобладающая национальность — русские (75 %).